# خوزه آلکساندر
خوزه آلکساندر آلوز لیندو (به پرتغالی: José Alexandre Alves Lindo) هافبک اهل برزیل است که در شهر سانتو آندره و در تاریخ ۱۵ اوت ۱۹۷۳ به دنیا آمده‌است.
خوزه آلکساندر آلوز لیندو در تیم‌های فوتبال Kyoto Purple Sanga سابقهٔ حضور دارد.